# Wilhelm Mader (Bischof)
Wilhelm Mader OPraem (* in Dillingen an der Donau; † 1450) war ein deutscher Geistlicher und Prämonstratenser.
Mader wurde am 29. März 1447 zum Titularbischof von Adramyttium und Weihbischof in Augsburg ernannt. Am 16. April 1447 wurde er Nicolas Cesari, Bischof von Tivoli, zum Bischof geweiht. Mitkonsekratoren waren Antonio Severini, Bischof von Gubbio, und Simeon de Valle, Bischof von Ossero.